# 髙山俊
- 高山俊

髙山 俊（たかやま しゅん、1993年4月18日 - ）は、千葉県船橋市出身のプロ野球選手（外野手）。右投左打。オイシックス新潟アルビレックス・ベースボール・クラブ所属。
東京六大学野球通算最多安打（131安打）のリーグ記録保持者。

## 経歴

### プロ入り前
長野県で出生した後に、船橋市出身で大手証券会社に勤務する実父の転勤に伴って、和歌山県・東京都など複数の都県に居住。小学1年生の時に、実父が船橋市内に自宅を新築したため、和歌山県から同市へ転入した。
船橋市立飯山満小学校1年生の時に、実父とのキャッチボールを地元の少年野球チーム「ホワイトビーストロング」のコーチが見たことをきっかけに、同チームにスカウト。「ホワイトビーストロング」で本格的に野球を始めると、6年生の時に、遊撃手・投手・捕手をこなしながら全国学童大会に出場した。さらに、近藤健介、船越涼太らと共に、千葉ロッテマリーンズジュニアチームのメンバーへ選出、12球団ジュニアトーナメント準優勝を経験した。
船橋市立七林中学校への進学後は、遊撃手や投手として「船橋中央シニア」でプレー。在学中には、千葉県内の陸上競技大会200メートル走で4位に入った。
日大三高への進学後は、1年生時の秋に1番右翼手としてレギュラーに定着すると、東京都大会で打率.435を記録。チームの都大会ベスト4入りに貢献した。2年春の第82回選抜大会では準優勝。チームが優勝した2年秋の都大会では、打率.432、4本塁打、13打点という好成績を挙げた。3年時には春夏ともに、甲子園に出場。第83回選抜大会で通算打率.529（17打数9安打）を記録すると、5番打者を任された第93回全国選手権大会では、通算打率.500（26打数13安打2本塁打）でチームを優勝に導いた。3年秋には、山口国体でも優勝を経験。在学中には、通算で32本塁打を記録した。
明治大学への進学後は、1年時から右翼・中堅のレギュラーを確保し、3番打者へ起用。東京六大学野球では、春季リーグ戦で20安打を放った末に、打率.417でベストナインに選ばれた。2年時には、チームの春秋リーグ戦優勝に貢献。秋季には、通算13安打で打率.295ながら、自身2度目のベストナインに選ばれた。大学4年の時には、2015年夏季ユニバーシアード野球日本代表に選出。東京六大学の秋季リーグ戦では、大学の先輩・高田繁が1967年に樹立した通算最多安打のリーグ記録（127安打）に並ぶと、記録を131安打にまで更新した。在学中には、リーグ戦通算で102試合に出場。404打数131安打、打率.324、8本塁打、45打点、18盗塁という成績を残し、ベストナインも6回受賞している。また、卒業学部である文学部の2017年度版パンフレットの表紙に私服姿で登場している。
2015年10月22日に行われたドラフト会議では、阪神タイガースと東京ヤクルトスワローズから1位指名を受け、抽選の末に阪神が交渉権を獲得。抽選の際には、ヤクルトの一軍監督の真中満が、外れくじを当たりくじと誤認したままガッツポーズを披露。真中は阪神の一軍監督である金本知憲がくじを開く前にガッツポーズを見せ、金本もくじの結果を確認しなかったため、会議を運営するNPBの事務局が抽選結果を一時誤って発表した。結局、事務局は金本が当たりくじを引いたことを確認したうえで、抽選結果を訂正。また、同会議で阪神は、大学でのチームメイト・坂本誠志郎が2位指名を受けた。
なお、この会議の直前（2015年10月18日）に、慶應義塾大学との東京六大学野球春季リーグ戦の打席でファウルを打った際に右手首を故障。同月21日に右手有鈎骨の骨折が判明したため、会議直後の26日に手術を受けた。手術後には、契約金1億円プラス出来高払い5000万円、年俸1500万円（金額は推定）という条件で入団した。背番号は、同年までマット・マートンが着用していた9。

### 阪神時代

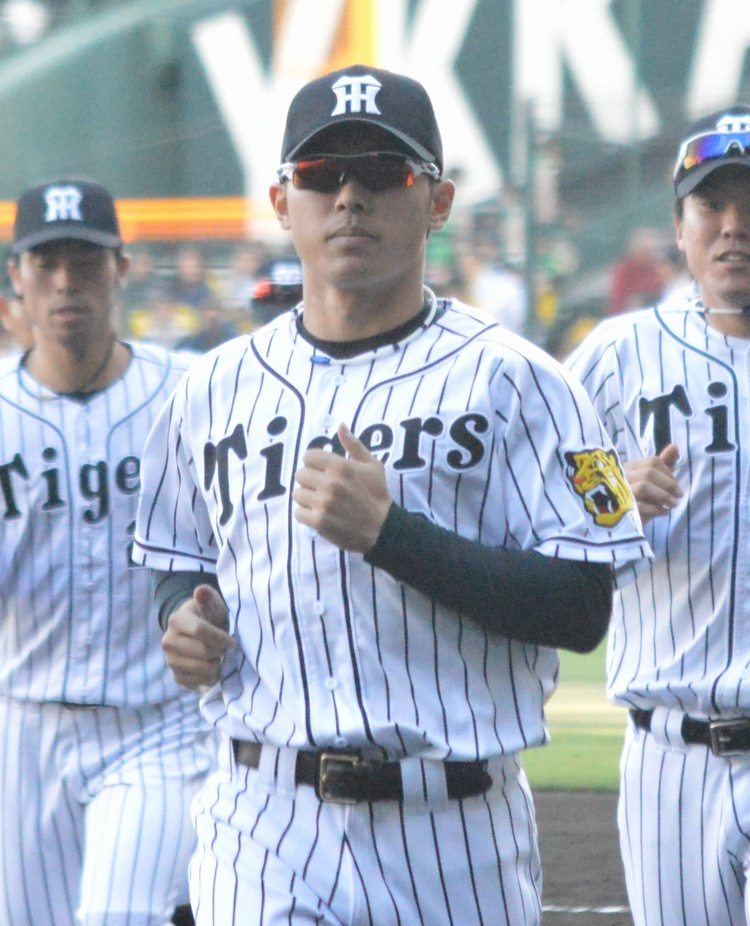
阪神時代
（2016年 阪神甲子園球場）

2016年、前述した手術の影響で、春季キャンプを二軍で迎えた。2月25日に一軍へ合流すると、同日の練習試合で金本から高い評価を受け、その後も「プロの投手に慣れることを最優先に起用する」という金本の方針で、オープン戦14試合に出場。スタメン起用の全13試合で安打を打ち、規定打席以上に達した打者では8番目に高い打率.327を記録した。3月25日の中日ドラゴンズ戦（開幕戦・京セラドーム大阪）で、「1番・左翼手」としてデビュー。阪神の新人選手が開幕戦に1番打者としてのスタメン起用は中村勝広（1972年）以来44年ぶりで、1回裏の第1打席で大野雄大から左前安打を記録した。阪神の新人選手としては鳥谷敬（2004年）以来の開幕戦安打で、新人選手による開幕戦でのプロ初打席初安打は、球団史上初めてであった。3月26日の開幕第2戦にプロ初の二塁打でプロ初打点を記録すると、開幕2カード目に当たる東京ヤクルトスワローズとの3連戦（神宮）の初戦（3月29日）で、阪神の新人選手としては初めての開幕4試合連続安打を達成。1番打者として臨んだ3月31日の第3戦では、カイル・デイビーズが1回表に投じた初球でプロ初本塁打（先頭打者本塁打）を記録した。オールスターゲームのファン投票では、セントラル・リーグ外野手部門の3位にランクイン。この年の新人選手では唯一、阪神の新人選手では久慈照嘉（1992年）以来24年ぶりのファン投票選出を果たすと、全2試合に出場した。「6番・右翼手」としてスタメンに起用された7月15日の第1戦（福岡ヤフオク!ドーム）では、5回表の第2打席で遊撃へ初安打を打つと、盗塁（二盗）も記録している。序盤戦以降は一時、スタメンを外れる試合が続いたり、一軍に籍を置きながら二軍でウエスタン・リーグ公式戦に出場したりするほどの打撃不振に見舞われたが、「3番・左翼手」としてスタメンに起用された8月23日の対横浜DeNAベイスターズ戦（横浜スタジアム）で、3安打を打ってシーズン11度目の猛打賞を記録。坪井が保持していた猛打賞の球団新人シーズン最多記録に並び、8月24日の同カードでは、3本の二塁打で12度目の猛打賞を達成。阪神の新人選手では赤星憲広（2001年）以来の2試合連続猛打賞により、前述の球団記録を更新した。8月30日の対中日戦（ナゴヤドーム）第3打席で、阪神の新人選手としては赤星以来15年ぶりにレギュラーシーズンの規定打席へ到達。9月30日の対読売ジャイアンツ戦（甲子園）9回裏の打席では澤村拓一からシーズン136本目の安打を打ち、坪井が保持していた公式戦シーズン通算安打の球団新人記録を更新した。公式戦には、134試合の出場で打率.275、136安打、8本塁打、65打点を記録。猛打賞は通算13回で、長嶋茂雄（1958年）による新人選手としてのNPB記録（14回）に次ぐ2位を記録した。シーズン終了後には、セ・リーグの 新人王に選出。阪神の選手では上園啓史（2007年）以来9年ぶり、野手では赤星以来15年ぶりの選出で、投票総数（271票）の約8割（220票）を集めた。その一方で、セ・リーグの外野手で最も多い6失策を記録。打球へのチャージやスローイングで課題を露呈した。
2017年、オープン戦で12球団最多タイの4本塁打を記録。オープン戦の終盤には、打線の強化を図る金本の構想に沿って、主に2番打者に起用されていた。3月31日には、広島東洋カープとの開幕戦（MAZDA Zoom-Zoom スタジアム広島）に「1番・左翼手」としてスタメンで出場すると、クリス・ジョンソンが投じた初球で内野安打を記録した。入団1年目から2年連続で開幕戦の1番打者として第1打席にレギュラーシーズンの初安打を打った事例は、NPBでは髙山が初めてであった。以降の公式戦では、一時3番打者を任されていたが、攻守とも精彩を欠くプレーが続出。6月6日の対オリックス・バファローズ戦（京セラドーム大阪）から中堅手へ転向すると、中谷将大らと併用された。しかし、以降も打撃不振が続き、8月18日にプロ入り後初めて出場選手登録を抹消。9月25日から一軍に復帰すると、9月29日の対DeNA戦（横浜）7回表に、プロ入り後初めての代打本塁打を打った。レギュラーシーズン全体では、公式戦103試合へ出場。打率（.250）・本塁打（6）・打点（24）とも前年を下回り、通算2失策ながら外野守備で記録に表れないミスも見られ、シーズン終了後の契約交渉では推定年俸3800万円（前年から200万円減）という条件で契約を更改した。
2018年、入団1年目から3年連続で、レギュラーシーズンの一軍開幕戦に1番打者としてスタメンで起用された。序盤戦では俊介などと併用されたが、極度の打撃不振に見舞われ、一軍と二軍を3度にわたって往復。一軍公式戦全体では45試合の出場で、打率.172、1本塁打、14打点と、プロ入り後最低の成績でシーズンを終えた。
2019年、レギュラーシーズンの開幕から一軍に帯同したが、福留孝介・糸井嘉男に加えて新人の近本光司が外野のレギュラーに抜擢されたため、入団後初めて開幕戦でのベンチスタートとなった。開幕2カード目からの二軍調整により、ウエスタン・リーグの公式戦で4番打者を任されるほどにまで復調したが、4月下旬の一軍復帰後も代打での起用が続いた。5月29日の対巨人戦（甲子園）では、4-4で迎えた延長12回裏一死満塁の場面で代打で登場。池田駿からサヨナラ満塁本塁打を打ち、前年から甲子園球場の対巨人戦で続いていたチームの連敗を10で止めた。阪神と巨人の直接対決による公式戦が代打サヨナラ満塁本塁打で決着した事例は、この試合での髙山の一打が初めてで、シーズン終了後にはこの一打がスカパー! ドラマティック・サヨナラ賞セ・リーグ部門の年間大賞に選ばれた。6月2日の対広島戦（マツダ）で21試合ぶりにスタメンへ起用されると、2年ぶりの猛打賞を記録。この直後のセ・パ交流戦で福留が戦線を離脱してからは、福留に代わる左翼手として、スタメン出場の機会を再び増やした。7月27日の対巨人戦（東京ドーム）では、7回裏から右翼の守備に就くと、延長10回裏一死一・二塁で炭谷銀仁朗が打った大飛球を、前進守備の態勢から背走しながらダイビングキャッチ。このビッグプレーでサヨナラ負けのピンチを脱したチームは、11回表に1点を勝ち越すとそのまま勝利した。レギュラーシーズン全体では、一軍公式戦105試合の出場で、打率.269、5本塁打、29打点を記録し、復活の兆しを見せた。チームのシーズン3位で迎えたクライマックスシリーズでも、DeNAとのファーストステージ（全3試合）と、巨人とのファイナルステージ（東京ドーム）のうち第4戦（10月13日）を除く3試合に出場した。
2020年は春季キャンプでMVPに選ばれ、開幕一軍入りはしたものの、2年連続で開幕スタメンを外れた。その後も極度の打撃不振で3度の二軍降格を経験した。プロ入り最少の42試合出場にとどまり、成績も打率.152、3打点、0本塁打とどれも自己ワーストとなった。推定年俸は600万減となる3000万円でサインした。
2021年は春季キャンプで実戦11試合、打率.429を記録し2年連続でMVPに選ばれたが、オープン戦で結果を残せず、プロ初めて開幕一軍を逃した。シーズン通して一軍出場がなく、二軍でも打率.226と苦しんだ。推定年俸は減額制限に迫る700万減の2300万円となった。
2022年は4月9日に2年ぶりに一軍昇格。同日の対広島戦（甲子園）で代打として登場し、中前安打を放った。しかし、38試合の出場で打率一割台、本塁打打点ともになしという成績にとどまった。
2023年は新たに就任した岡田彰布一軍監督から期待を受けるも、オープン戦で9打数1安打に終わるなど結果を残せず、開幕一軍入りを逃した。結局シーズンを通して一軍昇格なしに終わり、ペナントレース終了後の10月3日、球団から戦力外通告を受けた。11月15日の12球団合同トライアウト（鎌ヶ谷）を受験し、5打数2安打2四球を記録した。

### オイシックス時代
2023年12月5日、翌2024年からイースタン・リーグに新規参入するオイシックス新潟アルビレックス・ベースボール・クラブへの入団が発表された。球団側は打撃コーチ兼任でオファーしたと報じられているが、選手専任での入団となった。入団会見時には来季の目標として、新しい挑戦を球団とともに一からやっていく立場であるということから「初心」という言葉を色紙に書いた。
2024年は二軍戦97試合に出場し、打率.282、3本塁打、35打点の成績を残すも、NPB復帰は叶わなかった。

## 選手としての特徴
関本賢太郎に「難しいボールを打つのが上手い」と評価されるなど、悪球打ちを得意とする。大学時代は東京六大学通算安打記録を131安打にまで更新したヒットメーカーとしてプロ入りした。
しかしプロではボール球の見極めとストライクゾーンの球のコンタクトに苦しんでおり、最も活躍した2016年でもストライクゾーン空振り率は10.48％、ボール球見極め率は65.09％と一軍の選手としては低水準だった。2019年にボール球見極め率が70％程度までには改善したものの、ストライクゾーン空振り率に大きな改善は見られなかった。
脚力は50m走5秒8の俊足であり、スイングスピードは最速161km/h。

## 人物
実父が転勤や単身赴任を繰り返していることから、少年時代には、「父親代わり」を自認する実母に厳しく躾けられた。その影響で、周囲からは、硬派でクールなイメージを持たれているという。しかし、阪神への入団を機に球団独身寮の「虎風荘」へ入寮した際には、地元・船橋市の非公式キャラクターであるふなっしーのぬいぐるみを持参。この報道をきっかけに、「ふなっしー」からエールを送られた。
阪神球団では、髙山の入団1年目に、オープン戦の期間中から個人グッズを順次発売している。同球団で、新人選手の個人グッズを公式戦での開幕前から発売した事例は、2013年の藤浪晋太郎以来3年ぶりである。

## 詳細情報

### 年度別打撃成績
| 年 度     | 球 団     | 試 合 | 打 席 | 打 数 | 得 点 | 安 打 | 二 塁 打 | 三 塁 打 | 本 塁 打 | 塁 打 | 打 点 | 盗 塁 | 盗 塁 死 | 犠 打 | 犠 飛 | 四 球 | 敬 遠 | 死 球 | 三 振 | 併 殺 打 | 打 率 | 出 塁 率 | 長 打 率 | O P S |
| --------- | --------- | ----- | ----- | ----- | ----- | ----- | -------- | -------- | -------- | ----- | ----- | ----- | -------- | ----- | ----- | ----- | ----- | ----- | ----- | -------- | ----- | -------- | -------- | ----- |
| 2016      | 阪神      | 134   | 530   | 494   | 48    | 136   | 23       | 5        | 8        | 193   | 65    | 5     | 4        | 2     | 3     | 27    | 1     | 4     | 109   | 8        | .275  | .316     | .391     | .707  |
| 2017      | 阪神      | 103   | 353   | 328   | 40    | 82    | 15       | 3        | 6        | 121   | 24    | 6     | 3        | 0     | 1     | 21    | 0     | 3     | 77    | 3        | .250  | .300     | .369     | .669  |
| 2018      | 阪神      | 45    | 134   | 128   | 8     | 22    | 5        | 0        | 1        | 30    | 14    | 0     | 1        | 0     | 1     | 4     | 0     | 1     | 22    | 4        | .172  | .201     | .234     | .436  |
| 2019      | 阪神      | 105   | 300   | 271   | 25    | 73    | 12       | 0        | 5        | 100   | 29    | 9     | 3        | 2     | 0     | 24    | 4     | 3     | 56    | 3        | .269  | .336     | .369     | .705  |
| 2020      | 阪神      | 42    | 52    | 46    | 6     | 7     | 3        | 0        | 0        | 10    | 3     | 1     | 0        | 1     | 1     | 3     | 0     | 1     | 10    | 0        | .152  | .216     | .217     | .433  |
| 2022      | 阪神      | 38    | 56    | 53    | 1     | 10    | 2        | 0        | 0        | 12    | 0     | 2     | 0        | 1     | 0     | 2     | 0     | 0     | 12    | 0        | .189  | .218     | .226     | .445  |
| 通算：6年 | 通算：6年 | 467   | 1425  | 1320  | 128   | 330   | 60       | 8        | 20       | 466   | 135   | 23    | 11       | 6     | 6     | 81    | 5     | 12    | 286   | 18       | .250  | .298     | .353     | .651  |

- 2023年度シーズン終了時

### 年度別守備成績
| 年 度 | 球 団 | 外野  | 外野  | 外野  | 外野  | 外野  | 外野     |
| 年 度 | 球 団 | 試 合 | 刺 殺 | 補 殺 | 失 策 | 併 殺 | 守 備 率 |
| ----- | ----- | ----- | ----- | ----- | ----- | ----- | -------- |
| 2016  | 阪神  | 124   | 177   | 1     | 6     | 0     | .967     |
| 2017  | 阪神  | 87    | 93    | 3     | 2     | 1     | .980     |
| 2018  | 阪神  | 37    | 52    | 0     | 1     | 0     | .981     |
| 2019  | 阪神  | 84    | 114   | 2     | 1     | 0     | .991     |
| 2020  | 阪神  | 17    | 13    | 0     | 0     | 0     | 1.000    |
| 2022  | 阪神  | 15    | 16    | 0     | 1     | 0     | .941     |
| 通算  | 通算  | 364   | 465   | 6     | 11    | 1     | .977     |

- 2023年度シーズン終了時
- 各年度の太字はリーグ最高

### 表彰
- 新人王（2016年）
- スカパー! ドラマティック・サヨナラ賞年間大賞：1回（2019年）
- 月間サヨナラ賞：1回（2019年5月）
- サンスポMVP 特別賞：1回（2016年）[73]
- 関西スポーツ賞：1回（2017年）[74]

### 記録
初記録
- 初出場・初先発出場：2016年3月25日、対中日ドラゴンズ1回戦（京セラドーム大阪）、1番・左翼手で先発出場
- 初打席・初安打：同上、1回裏に大野雄大から左前安打
- 初打点：2016年3月26日、対中日ドラゴンズ2回戦（京セラドーム大阪）、3回裏に山井大介から右中間適時二塁打
- 初本塁打：2016年3月31日、対東京ヤクルトスワローズ3回戦（明治神宮野球場）、1回表にカイル・デイビーズから右越先頭打者初球本塁打 ※新人選手の初回先頭打者初球での初本塁打は史上2人目（2リーグ分立後では史上初）
- 初盗塁：2016年4月19日、対東京ヤクルトスワローズ4回戦（阪神甲子園球場）、8回裏に二盗（投手：風張蓮、捕手：中村悠平）

その他の記録
- トリプルプレー：2022年4月27日対中日ドラゴンズ4回戦（阪神甲子園球場）[注 2]
- オールスターゲーム出場：1回（2016年）

### 背番号
- 9（2016年 - ）

### 登場曲
- 「Ki・mi・ni・mu・chu」EXILE（2016年）
- 「Into You」アリアナ・グランデ（2017年 ）
- 「Wonderland」CREAM（2018年）
- 「CHOCOLATE」ちゃんみな（2019年）
- 「I BELIEVE」Little Glee Monster（2020年 - 2021年）
- 「Smile For Me」E-girls（2022年 - ）

## ギャラリー
- 日大三高 東京大会優勝（2011年7月撮影）
- 同表彰式（2011年7月30日撮影）
- 日大三高夏の選手権大会優勝（2011年8月撮影）
- 優勝旗を持つ畔上翔主将（2011年8月撮影）
- 左から横尾俊建、吉永健太朗、鈴木貴弘、金子凌也（2011年8月撮影）
- 東京六大学野球 髙山俊、吉永健太朗（最優秀防御率）、茂木栄五郎の1年生3人（2012年6月撮影）